# 北原産業
株式会社北原産業（きたはらさんぎょう）は、岡山県倉敷市にある総合食品容器メーカーである。東京都中央区に東京支店を設置し、日本全国を販売エリアとして展開している。

## 沿革
- 1967年（昭和42年）1月 - 創業
- 1969年（昭和44年）4月 - 有限会社北原産業設立
- 1973年（昭和48年）4月 - 第1工場建設
- 1977年（昭和52年）9月 - 輸出業務開始
- 1979年（昭和54年）12月 - 第2工場竣工
- 1982年（昭和57年）3月 - 第3工場竣工
- 1984年（昭和59年）7月 - コンピュータ販売管理システムを導入
- 1986年（昭和61年）6月 - 紙BOXの生産を開始
- 1990年（平成 2年）1月 - 本社ビル竣工
- 1991年（平成 3年）5月 - 関東工場竣工
- 1992年（平成 4年）7月 - 法人格を「株式会社」へ変更
- 1992年（平成 4年）11月 - 第5工場竣工
- 1995年（平成 7年）9月 - 取締役経営企画室長に北原忠就任
- 1998年（平成10年）7月 - (株)北原産業、(株)北原工業へ分社化
- 1999年（平成11年）6月 - 関東工場増設
- 2001年（平成13年）3月 - 東京支店開設
- 2004年（平成16年）8月 - 販売管理システムバージョンアップ
- 2007年（平成19年）7月 - 代表取締役に北原忠就任
- 2011年（平成23年）10月 - 第6工場竣工
- 2012年（平成24年）7月 - 社内保育所開設
- 2014年（平成26年）7月 - アグリ事業へ進出
- 2015年（平成27年）2月 - 農業研究室（ARI）アグリ事業部システム導入
- 2015年（平成27年）4月 - アグリ事業の北原産業農業研究室、管理棟・生産ハウスの増設
- 2017年（平成29年）3月 - 農業研究室、グローバルギャップ取得
- 2018年（平成30年）4月 - 創業50周年
- 2019年（平成31年）2月 - 事務所棟内、蛍光灯のLED化実施

## 拠点

### 自主拠点
- 本社（岡山県倉敷市）
- 東京支店（東京都中央区）
- 第1工場（岡山県小田郡）
- 第2工場（岡山県小田郡）
- 第3工場（岡山県小田郡）
- 第5工場（岡山県小田郡）
- 第6工場（岡山県小田郡）
- 関東工場（栃木県塩谷郡）

### 関連会社の拠点
- 関東、関西に数社